# Pink Friday Tour
Pink Friday Tour, znana także jako Roman Reloaded Tour – debiutancka trasa koncertowa Nicki Minaj promująca jej drugi solowy album Pink Friday: Roman Reloaded. Trasa rozpoczęła się w maju 2012 roku. Ogłoszono 45 koncertów, które odbędą się na terenie: Australii, Azji, Europy i Ameryki Północnej.

## Tło
Nicki promując swój drugi album ujawniła daty koncertów po UK. Piosenkarka oficjalnie ogłosiła trasę w maju za pośrednictwem Twittera.
Scena przypomina domek lalek Barbie.
Dyrektorem choreografii podczas trasy jest Laurieann Gibson.

## Support
- Timomatic
- Stan Walker

## Setlista
Część I
- Roman Holiday
- Did It on 'Em
- I Am Your Leader
- Beez in the Trap
- Stupid Hoe
- Dance (A$$)

Część II
- Right by My Side
- Moment 4 Life
- Champion

Część III
- Va Va Voom (interludium)
- Starships
- Marilyn Monroe (od 19 maja 2012)
- Pound the Alarm
- Whip It
- Where Them Girls At

Część IV
- Check It Out / Muny / Wave Ya Hand (interludium)
- Fire Burns
- Save Me
- Bottoms Up

Bis
- Itty Bitty Piggy (interludium)
- Turn Me On
- Super Bass